# Кабасейрас-ду-Парагуасу
Кабасейрас-ду-Парагуасу (порт. Cabaceiras do Paraguaçu) — муниципалитет в Бразилии, входит в штат Баия. Составная часть мезорегиона Агломерация Салвадор. Входит в экономико-статистический микрорегион Санту-Антониу-ди-Жезус. Население составляет 16 294 человека на 2006 год. Занимает площадь 213,550 км². Плотность населения — 76,3 чел./км².
Праздник города — 13 июня.

## История
Город основан 13 июня 1989 года.

## Статистика
- Валовой внутренний продукт на 2003 год составляет 27 327 130,00 реалов (данные: Бразильский институт географии и статистики).
- Валовой внутренний продукт на душу населения на 2003 год составляет 1713,19 реалов (данные: Бразильский институт географии и статистики).
- Индекс развития человеческого потенциала на 2000 год составляет 0,592 (данные: Программа развития ООН).